# Morti nel 1417
| Questa pagina contiene informazioni ricavate automaticamente dalle voci biografiche con l'ausilio del template Bio e di un bot. L'aggiornamento è periodico e automatico e ricostruisce completamente la pagina. Se manca una persona in questa lista, sei pregato di non aggiungerla, ma accertati piuttosto che la sua voce biografica contenga il template Bio e che i dati anagrafici siano correttamente compilati. Se il template Bio manca, inseriscilo tu stesso o, in alternativa, metti l'avviso {{tmp\|Bio}} che ne segnala la mancanza. Se i dati riportati sono sbagliati, correggi direttamente la voce biografica; le modifiche saranno visibili in questa lista entro pochi giorni. Per chiarimenti vedi il progetto biografie. La lista contiene solo le 42 persone che sono citate nell'enciclopedia e per le quali è stato implementato correttamente il template Bio. Pagina aggiornata al 18 mag 2025. |

- 5 marzo - Manuele III di Trebisonda, imperatore bizantino (n. 1364)
- 5 aprile - Giovanni di Valois, principe francese (n. 1398)
- 8 aprile - Ulrico I di Meclemburgo-Stargard, duca
- 14 aprile - Antonio degli Uberti, vescovo cattolico italiano
- 20 aprile - Elizabeth Mortimer, nobildonna inglese (n. 1371)
- 28 aprile - Margherita di Joinville, nobildonna francese (n. 1354)
- 29 aprile - Bonifacio Ferreri, monaco cristiano, giurista e scrittore spagnolo (n. 1355)
- 1º maggio - Luigi II d'Angiò, principe francese (n. 1377)
- 16 maggio - Eberardo III di Württemberg, conte (n. 1362)
- 30 maggio - Guglielmo II di Baviera-Straubing, nobile (n. 1365)
- 9 giugno - Alfonso de Córdoba, patriarca cattolico spagnolo
- 6 luglio - Francesco Bellanti, vescovo cattolico italiano
- 4 settembre - Robert Hallam, cardinale e vescovo cattolico britannico
- 7 settembre - Jean II de Rieux, militare francese
- 22 settembre - Anna di Forez, nobile francese (n. 1358)
- 26 settembre - Francesco Zabarella, giurista, cardinale e vescovo cattolico italiano (n. 1360)
- 2 ottobre - Maso degli Albizi, politico e militare italiano (n. 1343)
- 16 ottobre - Gian Galeazzo Manfredi, condottiero italiano
- 18 ottobre - Papa Gregorio XII, papa, vescovo cattolico e cardinale italiano
- 30 ottobre - Pietro Stefaneschi, cardinale italiano
- 9 novembre - Yusuf III di Granada, sultano (n. 1376)
- 17 novembre - Evrenos Bey, militare ottomano
- 30 novembre - Pietro Ricci, arcivescovo cattolico italiano
- 14 dicembre - John Oldcastle, nobile britannico
- Maria d'Alençon, nobile (n. 1373)
- Bonamente Aliprandi, scrittore italiano
- Anna di Mosca, imperatrice bizantina (n. 1393)
- Isabella Asinari, nobildonna italiana
- Pier Paolo Celega, architetto italiano
- Odoardo Gonzaga, condottiero italiano
- Imadaddin Nasimi, poeta azero
- Jabbarberdi, condottiero mongolo
- Giovanni Malpaghini, umanista italiano
- Nicola IV di Alessandria, arcivescovo ortodosso egiziano
- Jacopo Paladini, arcivescovo cattolico italiano (n. 1349)
- Giovanni Bonifacio Panella, arcivescovo cattolico italiano
- Pierre Ravat, cardinale francese
- Cino Rinuccini, poeta italiano
- Taddea Tarlati, nobildonna italiana
- Roberto de' Rossi, umanista italiano
- Benedetto di Bindo, pittore italiano
- Giacomo di Mailly, nobile e condottiero francese